# Claude-Sylvain Pâris
Pour les personnes ayant le même patronyme, voir Pâris (homonymie).
Claude-Sylvain Pâris ou Pâris de Mondonville, souvent appelé Sylvain Pâris, né en 1745 à Rochecorbon (en Touraine, actuelle Indre-et-Loire), mort le 9 mai 1815 à Nantes, est un négociant et homme politique français, maire de Nantes.
Créateur d'une entreprise de négoce international qui lui procure un solide capital, Sylvain Pâris est partisan de la Révolution à ses débuts, mais s'exile pendant la Terreur. De retour à Nantes sous le Directoire, il est élu président du tribunal de commerce.
Nommé maire de la ville sous le Consulat, il œuvre pour la réconciliation, pour le rétablissement de l'économie avec notamment la création de la Chambre de commerce, pour l'organisation des secours aux pauvres et pour le progrès des sciences. Mais ses pouvoirs sont limités ; il démissionne deux ans après pour se consacrer de nouveau à son négoce.

## Biographie

### Origine, débuts professionnels
Claude-Sylvain Pâris, né en 1745, est le fils du négociant Claude Pâris et de Marie Allaire. Il est issu de la famille des Pâris de Mondonville, originaire d'Orléans.
Né dans une famille de négociants, Sylvain Pâris le devient à son tour. Il crée une entreprise de commission qu'il développe en commerçant avec l'Allemagne, le Portugal et la Nouvelle-Angleterre. Sa société est un débouché commercial pour les produits métallurgiques régionaux comme ceux des forges de la Hunaudière, près de Châteaubriant.

### La Révolution française
Il est d'abord partisan de la Révolution, qu'il juge plus tard « si majestueuse et si imposante » dans ses débuts.
La réussite de son entreprise lui permet de disposer d'un capital important. Il l'utilise pour se porter acquéreur de biens nationaux, dont l'abbaye Notre-Dame de Melleray qu'il achète en 1791, pour 120 000 F payés en numéraire, avec cinq métairies,. Claude-Sylvain Pâris est cité parmi les notables qui se sont particulièrement enrichis en profitant de l'achat de biens nationaux et de la passation de marchés avec le gouvernement.
Il est brigadier dans la garde nationale à cheval, mais s'étant cassé la jambe, il se fait remplacer par un de ses fils. « Moins timide que ses concitoyens », Pâris réclame contre une réquisition. Pendant la Terreur, il se réfugie à l'étranger et invoque les nécessités de ses affaires pour ne pas être inscrit sur la liste des émigrés.
Revenu à Nantes sous le Directoire, Pâris y reprend ses affaires et y accroit sa notoriété. Il est élu juge au tribunal de commerce en 1796, réélu en 1797, puis élu en 1798 président du tribunal de commerce de Nantes, et réélu en 1799.
Par ailleurs musicien amateur, Sylvain Pâris fait partie d'un quatuor qui se produit lors de réunions secrètes. Avec M. Poirrier, il y participe avec « autant de persévérance que de talent ».

### Maire de Nantes

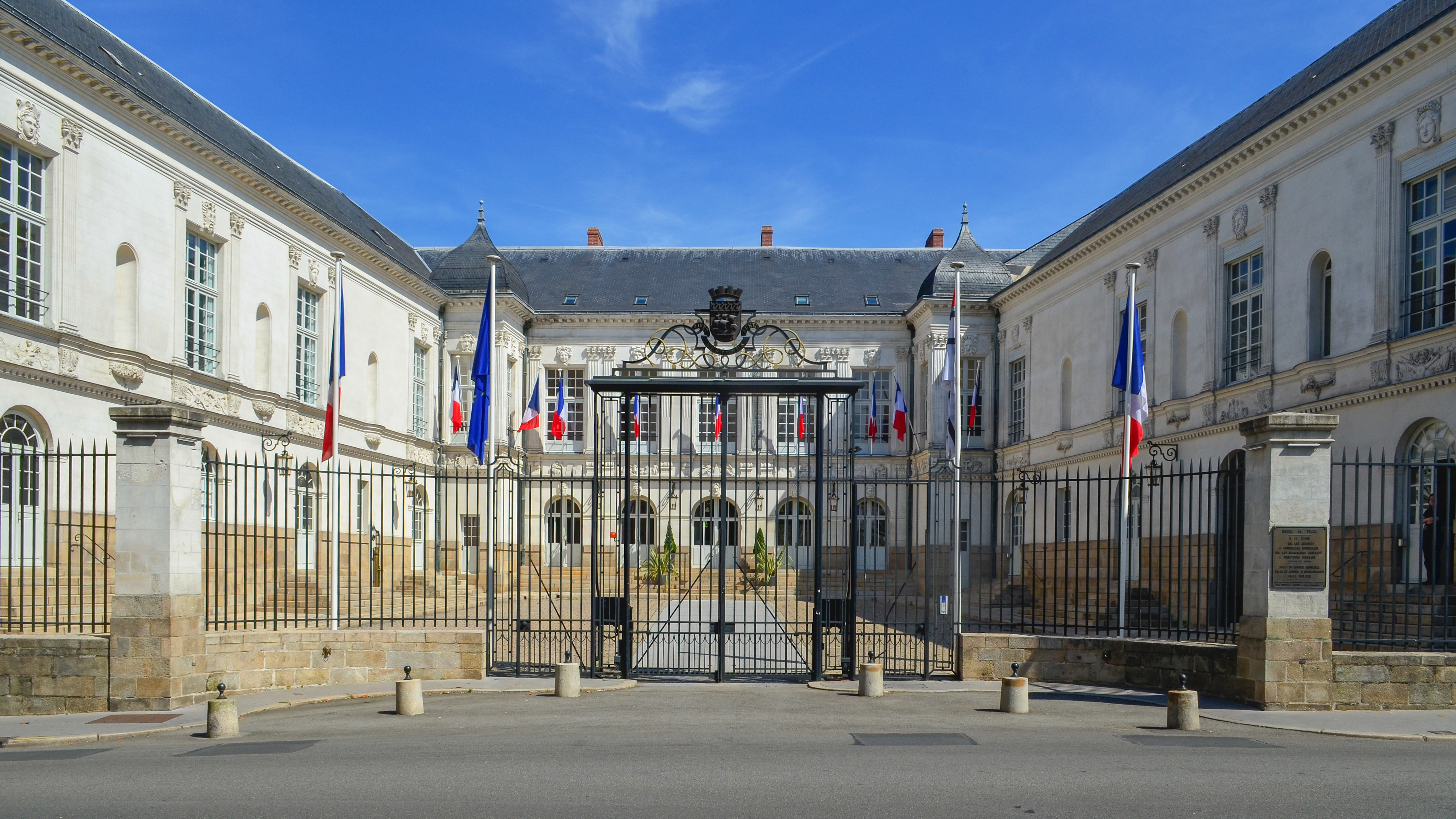
Sylvain Pâris choisit d'habiter l'hôtel de ville de Nantes pendant son mandat de maire.

Pâris est un bonapartiste déclaré. Lors des funérailles du maire François Fellonneau, il est parmi les principales autorités du cortège. Il est nommé maire de Nantes par le Premier Consul. Les adjoints et le conseil municipal de son prédécesseur sont maintenus.
Son installation a lieu le 2 juin 1801. À cette occasion, le préfet lui rend hommage pour le sacrifice qu'il fait de son intérêt particulier, au profit de ses concitoyens. Après un discours du premier adjoint, Pâris répond en assurant de son zèle et de son dévouement, dit que son principal devoir est « celui d'un père qui doit chercher à adoucir les haines » nées de la Révolution d'abord « si majestueuse et si imposante », puis devenue « malheureusement si désastreuse » ; il compte sur le nouveau gouvernement « sage, juste et ferme » pour ramener la « paix générale » et procurer une Europe pacifiée. Il établit son logement dans l'hôtel de ville, comme le fera son successeur.
Sous son administration, en septembre 1801, un conseil d'agriculture, arts, manufacture et commerce est établi à Nantes, puis la Société de charité maternelle en janvier 1802, et la Société des sciences et arts du département a sa première séance publique. Il pose aussi la première pierre d'un établissement de bains. Fin 1801, il fait lever l'obligation de porter la cocarde tricolore pour entrer dans l'hôtel de ville. En juin 1802, la guerre reprenant avec l'Angleterre, Pâris écrit aux journaux pour leur imposer la discrétion sur le mouvement des navires.
En août 1802, il fait publier le sénatus-consulte sur le consulat à vie, et un Te Deum est chanté dans la cathédrale. L'arrivée d'un nouveau receveur contribue à remettre de l'ordre dans les finances, l'administration et l'économie. Pâris obtient du Premier consul un sabre d'honneur pour un ancien commandant. La chambre de commerce est établie à Nantes en janvier 1803.

### Démission
Mais, au total, ses pouvoirs de maire sont limités ; ainsi, ce n'est plus la municipalité qui nomme le commissaire général de police mais le gouvernement. En mai ou juin 1803, Sylvain Pâris donne sa démission, qu'il motive sur la volonté de se consacrer à son négoce.
Son successeur, Augustin de Loynes, est installé par le préfet le 15 juin 1803. Le premier adjoint sortant, Brunet, se félicite : « Les citoyens Pâris, Chauvet et moi, nous nous flattons d'avoir rempli notre tâche à la satisfaction de nos administrés ».
Camille Mellinet estime que Sylvain Pâris a été un maire « froid et juste », avec un grand sens du devoir et de la probité, dans la fidélité à ses engagements, ce qui lui a valu « l'estime générale sur la place de Nantes ».
Le préfet le nomme ensuite membre du collège électoral, jugeant sa notoriété bien établie. Pâris est aussi membre de la chambre de commerce.
Sylvain Pâris est mort le 9 mai 1815 dans son domicile au 2, rue Racine à Nantes,. Au partage de sa succession en 1824, ses biens sont estimés à 700 000 F.

## Hommages et postérité

### Hommages
- Rue Sylvain-Pâris, à Nantes, dénommée en 1856[14].

### Postérité familiale
- Sylvain Pâris épouse le 27 avril 1772 Jeanne Charlotte Ninnin[16], fille du négociant Charles Ninnin et de Marie Nicole Mahoudot[3]. Ils ont trois enfants :
  - Charles-Jean-Baptiste-Eugène Pâris (1777-1827), colonel du génie, maréchal de camp honoraire, épouse en 1815 Rose Guyot de Lisle, dont postérité[2],[17].
  - Charles-François-Sylvain Pâris (1781-1857), négociant, épouse en 1811 à Nantes Marie Louise Adélaïde de Vernety, fille de Pierre de Vernéty, marquis de Saint-Hubet (1750-1831) et de Marie-Anne-Joséphine de Folard, et petite-fille du diplomate Hubert de Folard (1709-1799). Ils ont une fille :
    - Louise Anne Agnès Pâris, qui épouse en 1847 Charles Eblé (1799-1870), général de division, commandant de l'École polytechnique, inspecteur général de l'artillerie.

  - Jeanne-Agnès Pâris (née en 1782[18]) épouse en 1805[19] Jean-Baptiste-Armand Fellonneau, fils de François Fellonneau (1744-1801), maire de Nantes juste avant Sylvain Pâris[20].